# Karen Witter
Karen Rachel Witter nacida en  Long Beach California  es una modelo y actriz estadounidense.
Fue Playmate del Mes para la revista Playboy en marzo de 1982, y fue fotografiada por Arny Freytag. Witter más tarde apareció en la portada del número de marzo de 1983 con sus compañeras Playmates Kimberly McArthur y Kelly Tough. También fue presentada en el número de diciembre de 1991.
Ella hizo pronto la transición del mundo de la interpretación a trabajar principalmente en la televisión en series tan diversas como Mike Hammer (1984), Cheers (1988), The Vineyard (1989) y The X-Files (1995). Posteriormente apareció como Nemesis en Hercules: The Legendary Journeys en el séptimo episodio, "Pride Comes Before a Brawl" (1995) y tuvo apariciones en Sabrina, the Teenage Witch (1998), NYPD Blue (2000), Dharma & Greg (2000), y Malcolm in the middle (2001). Desde 1990 hasta 1994 interpretó a Tina Lord en la telenovela de la ABC One Life to Live, por la que fue nominada a un Soap Opera Digest Award 1991 como Actriz Revelación durante el Día
Witter se casó con el guionista y productor de televisión Chuck Lorre a principios de mayo de 2001, y se cambió el nombre a Karren Lorre. Se divorciaron en 2010, aunque ella siguió utilizando el apellido Lorre. 
Todavía interpreta y también enseña clases presenciales y en línea sobre cómo vivir con un amor incondicional, y crea guías de meditación personalizadas para que la gente sienta que tiene todo lo que desea.